# Ivar Johansson (brottare)
Ivar Valentin Johansson, född 31 januari 1903 i Kuddby, Vikbolandet, död 4 augusti 1979 i Norrköping, var en svensk brottare och polis från Norrköping. Han erövrade tre olympiska brottningsguld, varav två under samma OS (1932, i två olika viktklasser). Han räknas ibland som den störste brottare som aldrig vunnit VM-guld.

## Biografi

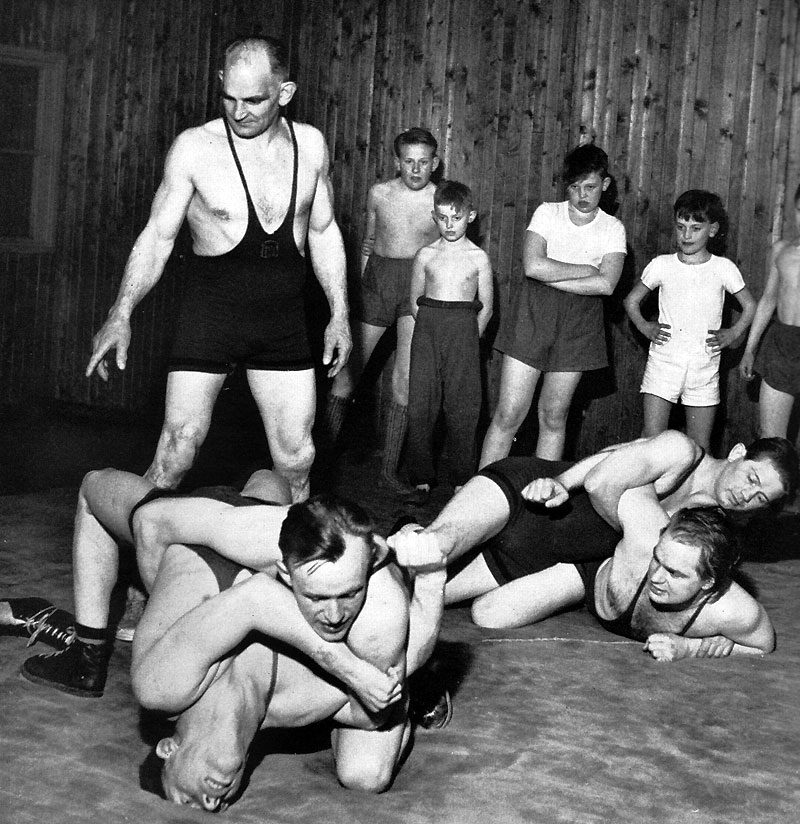
Ivar Johansson som tränare i Norrköping 1953. Foto: K. W. Gullers.

Ivar Johansson idrottsuppfostrades i Tornet och IK Sleipner, innan specialklubben IK Björnen bildades 1926.
Johansson är mest känd för sina två guld vid de Olympiska sommarspelen 1932 i Los Angeles. Efter sitt första guld i mellanvikt, fristil, bantade han då bort nästan fem kg på mindre än ett dygn och lyckades ändå vinna ännu ett guld i weltervikt, grekisk-romersk stil. Vid prisceremonin efter fristilstävlingen stod guldpallen tom – Johansson satt då i bastun och svettades. Vid invägningen nästa dag stannade vågen på 72 kg.
IK Björnen-brottaren tog även ett guld vid de Olympiska sommarspelen 1936 i Berlin i mellanvikt, grekisk-romersk stil. Tillsammans med Aleksandr Medved, Carl Westergren och Aleksandr Karelin är Johansson de enda fyra brottare som vunnit tre OS-guld. 
Johansson erövrade nio EM-titlar under åren 1931-1939 (tre i fristil och sex i grekisk-romersk) samt 22 SM-titlar 1928-1943, och han tilldelades Svenska Dagbladets guldmedalj 1932. Han vann dock aldrig något VM-guld, eftersom han aldrig ställde upp i VM.
Johansson har flest poäng på Stora Grabbars Märke och är den som leder tabellen över Sveriges främste brottare genom tiderna.

### Familj och det civila
Ivar Johansson var polis till yrket och ett välkänt namn i Norrköpings stadsbild i mitten av seklet. Han var farbror till Donald Johanson.[källa behövs]

## Meriter[5]
- 3 OS-guld (1932, 1936)
- 9 EM-guld (1931–1939)
- 22 SM-guld (1928–1943)
- Svenska Dagbladets guldmedalj 1932